# チェリーボーイにくびったけ
『チェリーボーイにくびったけ』は、2003年4月11日にACTRESSから発売された18禁恋愛アドベンチャーゲームである。

## 概要
主人公が義姉・義母・学園の先輩などの年上ヒロインから可愛がられるドタバタラブコメディ。ACTRESS内の開発チーム「バランソワール」からリリースされた。ゲームシステムは選択肢で分岐する一般的なアドベンチャー形式。
新システムに移植されたダウンロード版が2008年5月30日に発売された。またDVDPG版がアイチェリーから2005年2月18日に、その廉価版が2008年3月7日に発売された。
2010年5月17日には美少女☆クオリティ（Masys）よりiPhone/iPod touch/iPad版が配信開始された。またAndroid版も配信されたが、2014年現在は配信停止されている。

## ストーリー
（出典：）
羽田翼は女顔の外見のため小さい頃から義母・義姉たちにからかわれ、かわいがられてきた。年頃になった翼はそんな家族から自立するため姉たちと別の学園へ進学しようとするが、いつの間にか同じ私立大鵬学園を受験させられ、しかも奇跡的に合格してしまう。諦めて大鵬学園に通い始めた翼は、姉や友人たちに囲まれ、ドタバタしながらも楽しい毎日を過ごしていく。

## 登場キャラクター
（出典：）

### 主人公
羽田 翼（はねだ つばさ）
主人公。私立大鵬学園1年。実母にそっくりな「女顔」で、周囲からはしばしばからかわれているが、中身は前向きで明るい性格。小学生の時に父親が再婚し、義母の麻衣、義姉の未来・愛音から溺愛されて育ってきたが、それをうざったく感じている。姉たちとは別の学園に進学しようとしていたが、姉たちの策略により同じ大鵬学園を受けることになってしまい、結局合格して進学する。しかし進学校のため授業に付いていけず、成績は下位レベル。朝は寝坊ばかりで、未来に起こしてもらっている。

### ヒロイン
羽田 未来（はねだ みき）
声：深井晴花
翼の義姉で羽田家の長女。学園3年。容姿端麗、スタイル抜群、成績優秀、スポーツ万能で、委員会の役員も務める優等生。性格も明るく、世話好きで料理が得意なので、男子学生の憧れの存在。しかし本人にはその自覚が無く、義弟の翼に時折暴力をふるいつつも、必要以上に世話を焼く毎日。頑張り屋だが、見かけによらず寂しがりや。
羽田 愛音（はねだ あいね）
声：乃田あす実
翼の義姉で羽田家の次女。学園2年。姉の未来と同様に何でもそつなくこなす優等生だが、姉に対して劣等感を抱いている。そのためいつも控えめで物静か。ピアノが趣味で、それだけは自信を持っている。
羽田 麻衣（はねだ まい）
声：飯田空
翼の義母。未来・愛音の実母。最初の夫とは早くに離婚し、女手一つで2人の娘を育ててきた。数年前に翼の父親と再婚したが先立たれてしまう。のんびりした性格だが芯は強く、家事は万能。翼に対する可愛がりと世話焼きぶりは娘以上。
長田 まりも（おさだ まりも）
声: MI-KO
学園2年。翼が所属するテニス部のアイドル的存在の先輩。おっとりぼんやりした性格で、人混みが苦手なこともあり、公園や図書館でぼんやりしているのが好き。小柄で幼い顔立ちで話し方も舌っ足らず。運動が苦手で、テニスの腕前は最近ようやくラケットにボールが当たったという状態。
早坂 彩乃（はやさか あやの）
声：みる
翼より1つ年下の幼なじみ。喫茶店「Rapid」の看板娘で、マスターの辰海の一人娘。翼の父親・大地と辰海が親友だったため、翼とは家族ぐるみの付き合い。小さい頃から翼のことが好きで、同じ大鵬学園を目指して受験勉強中。Rapidに入り浸る翼に、学園のことをいろいろ尋ねている。

### サブキャラクター
羽田 大地（はねだ だいち）
翼の父親。故人。回想シーンでのみ登場。妻（翼の実母）を交通事故で目の前で亡くし、側にいながら助けられなかったことをずっと心の中で悔やんでいた。後に麻衣と再婚。麻衣が交通事故の危機にさらされた時、麻衣をかばって自らが事故に遭って死亡した。
早坂 辰海（はやさか たつみ）
喫茶店「Rapid」のマスター。彩乃の父。翼の父・大地とは親友同士。妻は亡くなっている。喫茶店に若い客が多いことから、自らも若い言動をすることが多い。翼にとっては年の離れた兄貴のような存在で、今は父親代わりでもある。
仁川 丈太郎（にかわ じょうたろう）
学園1年で翼の同級生。学園に入ってから友人となった。常に陽気でお人好しで、マッチョな体格を自慢している。恋愛に関してはとても奥手。

## スタッフ
（出典：）
- プロデューサー：瀬戸内愁沙
- 原画：千葉千夏
- シナリオ：大隈晃洋
- 音楽：GLASS LOAD

## 関連商品

### CD
チェリーボーイにくびったけ オリジナルサウンドトラック完全収録盤
2003年5月21日発売 / モモアンドグレープス
作中のBGM全曲、オープニング・エンディング・挿入歌のフルコーラス版を収録。

### 小説
チェリーボーイにくびったけ
2003年8月発売 / 原作：アクトレス / 著者：犀川結城 / 原画：千葉千夏 / ハーヴェスト出版 / ISBN 978-4-434-03351-3